# Tanusiella guttifera
Tanusiella guttifera är en insektsart som beskrevs av Günther Enderlein 1917. Tanusiella guttifera ingår i släktet Tanusiella och familjen vårtbitare. Inga underarter finns listade i Catalogue of Life.